# BPV 19–22
Die BPV 19–22 waren Tenderlokomotiven der Budapest–Fünfkirchener Eisenbahn (Budapest–Pécsi Vasút, BPV).
Anlässlich der Verstaatlichung der BPV erhielten sie bei der Ungarischen Staatsbahn MÁV die Betriebsnummern 1033–1036.
1891 wurden sie XIIa 6551–6554.
Zwei der Maschinen wurden an die Kaschau-Oderberger Bahn (KsOd) verkauft, die sie als XIIa 551–552 einordneten.
Als 1924 die KsOd verstaatlicht wurde, kamen die beiden Lokomotiven als 310.601–602 zu den ČSD.